# Spilosoma luctuosa
Spilosoma luctuosa är en fjärilsart som beskrevs av Charles Andreas Geyer 1827. Spilosoma luctuosa ingår i släktet Spilosoma och familjen björnspinnare. Inga underarter finns listade i Catalogue of Life.